# Catch-22 (televisieserie)
Catch-22 is een Amerikaanse miniserie uit 2019. De satirische oorlogsreeks werd gebaseerd op de gelijknamige roman van auteur Joseph Heller en in de Verenigde Staten uitgebracht door streamingdienst Hulu. De hoofdrollen worden vertolkt door Christopher Abbott, Kyle Chandler, Hugh Laurie en George Clooney.

## Verhaal
John Yossarian is tijdens de Tweede Wereldoorlog aangesloten bij de Amerikaanse luchtmacht. De soldaat is woedend omdat duizenden mensen die hij nog nooit ontmoet heeft hem dood willen. Tijdens zijn legerdienst wordt hij meermaals geconfronteerd met absurde situaties en cirkelredeneringen. Zo is er de paradoxale, bureaucratische regel Catch-22. Iemand is gek als hij uit vrije wil gevaarlijke vliegtuigmissies blijft aanvaarden, maar door Catch-22 is opstappen echter geen optie, want een persoon die met zijn volle verstand vraagt om ontslagen te worden uit het leger wordt als een rationeel iemand beschouwd en komt daardoor niet in aanmerking voor ontslag.

## Rolverdeling
| Acteur                | Personage               |
| --------------------- | ----------------------- |
| Christopher Abbott    | John Yossarian          |
| Kyle Chandler         | Colonel Cathcart        |
| Hugh Laurie           | Major — de Coverley     |
| George Clooney        | Lieutenant Scheisskopf  |
| Daniel David Stewart  | Milo Minderbinder       |
| Austin Stowell        | Nately                  |
| Rafi Gavron           | Aarfy Aardvark          |
| Graham Patrick Martin | Orr                     |
| Pico Alexander        | Clevinger               |
| Jon Rudnitsky         | McWatt                  |
| Gerran Howell         | Kid Sampson             |
| Lewis Pullman         | Major Major Major Major |
| Grant Heslov          | Doc Daneeka             |
| Tessa Ferrer          | Nurse Duckett           |
| Jay Paulson           | The Chaplain            |
| Giancarlo Giannini    | Marcello                |
| Harrison Osterfield   | Snowden                 |
| Julie Ann Emery       | Marion Scheisskopf      |

## Productie
Omstreeks 2014 werden auteur Luke Davies en filmmaker David Michôd door producent Richard Brown benaderd met de vraag of ze een idee hadden voor een miniserie. Davies stelde de satirische oorlogsroman Catch-22 (1961) van auteur Joseph Heller voor. Het boek was in 1970 al eens verfilmd door Mike Nichols, maar de drie waren ervan overtuigd dat het boek in een serie beter tot zijn recht zou komen. Doordat de rechten op het boek bij Paramount Television zaten, werd uiteindelijk besloten om het project samen met Paramount en diens partner Anonymous Content te ontwikkelen. Davies en Michôd schreven het script en George Clooney en Grant Heslov werden vervolgens in dienst genomen als acteur, regisseur en uitvoerend producent.
In januari 2018 raakte bekend dat de reeks in de Verenigde Staten door streamingdienst Hulu zou uitgebracht worden. In maart, april en mei 2018 werd de cast uitgebreid met onder meer Christopher Abbott, Hugh Laurie, Kyle Chandler, Daniel David Stewart en Giancarlo Giannini. In juli 2019 raakte ook de casting van Julie Ann Emery bekend.
De opnames gingen eind mei 2018 van start en eindigden begin september 2018. Er werd gefilmd in onder meer Sardinië en Rome (Italië). Op 10 juli 2018 raakte Clooney in Sardinië gewond na een ongeluk met een motorfiets, waardoor hij even in het ziekenhuis van Olbia belandde.

## Release
De reeks ging op 17 mei 2019 in première op de Amerikaanse streamingdienst Hulu. In het Verenigd Koninkrijk werd de reeks opgepikt door Channel 4.

## Afleveringen
| # | Titel aflevering | Regie          | Scenario                  | Releasedatum Hulu |
| - | ---------------- | -------------- | ------------------------- | ----------------- |
| 1 | Episode 1        | Grant Heslov   | Luke Davies, David Michôd | 17 mei 2019       |
| 2 | Episode 2        | Ellen Kuras    | Luke Davies, David Michôd | 17 mei 2019       |
| 3 | Episode 3        | Ellen Kuras    | Luke Davies, David Michôd | 17 mei 2019       |
| 4 | Episode 4        | George Clooney | Luke Davies, David Michôd | 17 mei 2019       |
| 5 | Episode 5        | Grant Heslov   | Luke Davies, David Michôd | 17 mei 2019       |
| 6 | Episode 6        | George Clooney | Luke Davies, David Michôd | 17 mei 2019       |